# Albert Dekker
Albert Dekker (nacido Thomas Albert Ecke Van Dekker, 20 de diciembre de 1905 – 5 de mayo de 1968) fue un actor y político estadounidense conocido por sus papeles en Dr. Cyclops, The Killers, Kiss Me Deadly  y The Wild Bunch. A veces aparece acreditado como Albert Van Dekker o Albert van Dekker.

## Carrera y primeros años
Dekker nació  en Brooklyn, Nueva York, hijo único de Thomas y Grace Ecke Van Dekker. Asistió al Richmond's Hill High School, donde apareció en producciones teatrales. Después ingresó al Bowdoin College, donde inició estudios de Medicina. Por consejo de un amigo, decidió sin embargo centrarse en la actuación. Debutó como actor suplente con una compañía de Cincinnati en 1927. A los pocos meses, Dekker fue presentado en la producción de Broadway de la obra de Eugene O'Neill Marco Millions.
Tras una década en el teatro, Dekker se trasladó a Hollywood en 1937 y ese mismo año hizo su primera película, The Great Garrick. Pasó la mayor parte del resto de su carrera en el cine, aunque de vez en cuando regresaba a los escenarios teatrales.
Reemplazó a Lee J. Cobb como Willy Loman en la producción original de Muerte de un viajante de Arthur Miller, y durante cinco temporadas en Broadway a principios de los 1960, interpretó al Duque de Norfolk en  la obra de Robert Bolt A Man for All Seasons.
Dekker apareció como un sólido secundario en unas setenta películas de los años 1930 a 1960, pero sus cuatro actuaciones en pantalla más famosas fueron como científico loco en la película de terror Dr. Cyclops en 1940, como cerebro criminal en The Killers, como un peligroso comerciante de combustible atómico en la película noir de 1955 Kiss Me Deadly, y como un magnate del ferrocarril sin escrúpulos en el western de Sam Peckinpah The Wild Bunch, estrenado en 1969. En 1959 interpretó al ranger de Texas capitán Rucker en The Wonderful Country. Muy raramente interpretó papeles románticos, pero en la película Seven Sinners, que presenta un idilio entre Marlene Dietrich y John Wayne, Dietrich se va con el personaje de Dekker al final de la película. El Pat Harrigan de Grupo Salvaje (The Wild Bunch) sería el último papel interpretado por Dekker en pantalla.

## Vida personal
El 4 de abril de 1929, Dekker se casó con la exactriz Esther Guerini. Tuvieron dos hijos, John y Benjamin, y una hija, Jan, antes de divorciarse en 1964.
En abril de 1957, John, el hijo de Dekker de dieciséis años, se disparó con un rifle calibre 22 en la casa familiar en Hastings-on-Hudson, Nueva York. Según los informes había estado trabajando en un silenciador para el rifle durante un año. Su muerte fue declarada accidental.

### Política
El interés de Dekker fuera de la pantalla por la política le llevó a ganar un asiento en la Asamblea del estado de California para el 57.º Distrito de la Asamblea en 1944. Dekker sirvió como miembro demócrata hasta 1946.
Durante la época del macartismo criticó abiertamente las tácticas del senador Joseph McCarthy. Como resultado, entró en la lista negra de Hollywood y pasó casi todo ese período trabajando más en Broadway que en Hollywood.

## Muerte
El 5 de mayo de 1968, Dekker fue encontrado muerto en su casa de Hollywood por su prometida, la modelo y futura creadora de la serie The Love Boat Jeraldine Saunders. Se encontraba semidesnudo, arrodillado en la bañera, con un lazo fuertemente apretado alrededor del cuello y atado a la barra de la cortina de la ducha. Estaba maniatado, con los ojos vendados, amordazado y con una pelota de goma en la boca, y dos agujas hipodérmicas clavadas en un brazo. En su cuerpo había palabras obscenas escritas con pintalabios rojo.
Faltaba algún dinero y un equipo fotográfico, pero no había ninguna señal de entrada forzada. En el mundillo hollywoodiense, donde era conocida su bisexualidad, se sospechó que hubiera sido víctima de un chapero. Sin embargo, la investigación policial concluyó con un veredicto de muerte accidental, resultado de asfixia autoerótica. Dekker fue incinerado, y sus cenizas enterradas en el Garden State Crematory en North Bergen, Nueva Jersey.
Dekker tiene una estrella en el Paseo de la fama de Hollywood, en el  6620 Hollywood Boulevard.

## Filmografía seleccionada
| Año  | Título                           | Personaje                            | Observaciones                                                 |
| ---- | -------------------------------- | ------------------------------------ | ------------------------------------------------------------- |
| 1937 | The Great Garrick                | M. LeBrun                            | Acreditado como Albert Van Dekker                             |
| 1937 | She Married an Artist            | Whitney Holton                       |                                                               |
| 1938 | Extortion                        | Jeffrey Thompson                     | Acreditado como Albert Van Dekker                             |
| 1938 | The Lone Wolf in Paris           | Marqués Louis de Meyerson            |                                                               |
| 1938 | Maria Antonieta                  | Conde de Provenza                    | Acreditado como Albert Van Dekker                             |
| 1938 | The Last Warning                 | Higgs el mayordomo                   |                                                               |
| 1939 | Paris Honeymoon                  | Enamorado bebido                     | Sin acreditar                                                 |
| 1939 | Hotel Imperial                   | Sargento                             | Sin acreditar                                                 |
| 1939 | Never Say Die                    | Segundo de Kidley                    | Sin acreditar                                                 |
| 1939 | The Man in the Iron Mask         | Luis XIII                            |                                                               |
| 1939 | Beau Geste                       | Legionario Schwartz                  |                                                               |
| 1939 | The Great Commandment            | Longinus                             |                                                               |
| 1940 | Strange Cargo                    | Moll                                 | con Clark Gable y Joan Crawford                               |
| 1940 | Dr. Cyclops                      | Dr. Thorkel                          |                                                               |
| 1940 | Rangers of Fortune               | George Bird                          |                                                               |
| 1940 | Seven Sinners                    | Dr. Martin                           | con John Wayne. Título alternativo: Cafe of The Seven Sinners |
| 1941 | Blonde Inspiration               | Phil Hendricks                       |                                                               |
| 1941 | You're the One                   | Luke Laramie                         |                                                               |
| 1941 | Reaching for the Sun             | Herman                               |                                                               |
| 1941 | Honky Tonk                       | Arms Hearn                           | con Clark Gable y Lana Turner                                 |
| 1941 | Buy Me That Town                 | Louie Lanzer                         |                                                               |
| 1941 | Among the Living                 | John Raden / Paul Raden              |                                                               |
| 1942 | The Lady Has Plans               | Barón Von Kemp                       |                                                               |
| 1942 | Star Spangled Rhythm             | Él mismo                             | sin acreditar                                                 |
| 1942 | Yokel Boy                        | 'Buggsy' Malone                      |                                                               |
| 1942 | In Old California                | Britt Dawson                         | con John Wayne                                                |
| 1942 | Night in New Orleans             | Teniente de policía William Richards |                                                               |
| 1942 | Wake Island                      | Shad McClosky                        |                                                               |
| 1942 | The Forest Rangers               | Twig Dawson                          |                                                               |
| 1942 | Once Upon a Honeymoon            | Gaston Le Blanc                      |                                                               |
| 1943 | Buckskin Frontier                | Gideon Skene                         |                                                               |
| 1943 | The Kansan                       | Steve Barat                          |                                                               |
| 1943 | En el viejo Oklahoma             | Jim "Hunk" Gardner                   | con John Wayne. Título alternativo: War of the Wildcats       |
| 1943 | The Woman of the Town            | Bat Masterson                        | con Claire Trevor como Dora Hand                              |
| 1944 | The Hitler Gang                  | Narrador                             | Sin acreditar                                                 |
| 1944 | Experiment Perilous              | 'Clag' Claghorne                     |                                                               |
| 1945 | Salome Where She Danced          | Von Bohlen                           |                                                               |
| 1945 | Incendiary Blonde                | Joe Cadden                           |                                                               |
| 1945 | Hold That Blonde                 | Inspector de policía Callahan        |                                                               |
| 1946 | The French Key                   | Johnny Fletcher                      |                                                               |
| 1946 | Suspense                         | Frank Leonard                        |                                                               |
| 1946 | Los asesinos / Forajidos         | Big Jim Colfax                       | Título alternativo: A Man Alone                               |
| 1946 | Two Years Before the Mast        | Brown                                |                                                               |
| 1947 | California                       | Señor Pike                           |                                                               |
| 1947 | Slave Girl                       | Pasha                                |                                                               |
| 1947 | Wyoming                          | Duke Lassiter                        |                                                               |
| 1947 | The Pretender                    | Kenneth Holden                       |                                                               |
| 1947 | Cass Timberlane                  | Boone Havock                         |                                                               |
| 1947 | The Fabulous Texan               | Gibson Hart                          |                                                               |
| 1947 | Gentleman's Agreement            | John Minify                          | Con Gregory Peck y Celeste Holm                               |
| 1948 | Fury at Furnace Creek            | Edward Leverett                      |                                                               |
| 1948 | Lulu Belle                       | Mark Brady                           |                                                               |
| 1949 | Tarzan's Magic Fountain          | Señor Trask                          |                                                               |
| 1949 | Bride of Vengeance               | Vanetti                              |                                                               |
| 1949 | Search for Danger                | Kirk                                 |                                                               |
| 1950 | The Kid from Texas               | Alexander Kain                       |                                                               |
| 1950 | Destination Murder               | Armitage                             |                                                               |
| 1950 | The Furies                       | Señor Reynolds                       |                                                               |
| 1951 | As Young as You Feel             | Louis McKinley                       |                                                               |
| 1952 | Wait Till the Sun Shines, Nellie | Lloyd Slocum                         |                                                               |
| 1954 | The Silver Chalice               | Kester                               |                                                               |
| 1955 | East of Eden                     | Will Hamilton                        | con James Dean                                                |
| 1955 | Kiss Me Deadly                   | Dr. G. E. Soberin                    |                                                               |
| 1955 | Ilegal                           | Frank Garland                        |                                                               |
| 1957 | She Devil                        | Dr. Richard Bach                     |                                                               |
| 1958 | Machete                          | Don Luis Montoya                     |                                                               |
| 1959 | The Sound and the Fury           | Earl Snopes                          |                                                               |
| 1959 | These Thousand Hills             | Mariscal Conrad                      |                                                               |
| 1959 | Middle of the Night              | Walter Lockman                       | con Fredric March y Kim Novak                                 |
| 1959 | The Wonderful Country            | Texas Ranger Capt. Rucker            |                                                               |
| 1959 | Suddenly, Last Summer            | Dr. Lawrence J. Hockstader           |                                                               |
| 1965 | Once Upon a Tractor              | Coronel                              | Cortometraje                                                  |
| 1966 | Gammera: The Invincible          | Secretario de Defensa                |                                                               |
| 1967 | Come Spy with Me                 | Walter Ludeker                       |                                                               |
| 1969 | The Wild Bunch                   | Pat Harrigan                         | (Última interpretación)                                       |

| Año  | Título                        | Papel                     | Notas                                           |
| ---- | ----------------------------- | ------------------------- | ----------------------------------------------- |
| 1951 | Pulitzer Prize Playhouse      | George Washington         | Episodio: "Valley Forge"                        |
| 1952 | Studio One                    | Billy Bones               | Episodio: "Treasure Island"                     |
| 1955 | Goodyear Television Playhouse |                           | Episodio: "The Chivington Raid"                 |
| 1956 | Clímax!                       | Brewster                  | Episodio: "The Fear Is the Hunter"              |
| 1959 | Decoy                         | Otto Flagler              | Episodio: "High Swing"                          |
| 1960 | The Testig                    | Jimmy Hines               | Episodio: "Jimmy Hines"                         |
| 1961 | Ruta 66                       | Frank Ivy                 | Episodio: "The Newborn"                         |
| 1964 | Kraft Suspense Theatre        | Karl Hesse                | Episodio: "The World I Want"                    |
| 1965 | Seaway                        | Capitán Marland           | Episodio: "34th Man"                            |
| 1965 | Rawhide                       | Josh Breeden & Jonas Bolt | Episodios: "Josh" & "Crossing at White Feather" |
| 1965 | The Trials of O'Brien         | George Brewer             | Episodio: "Bargain Day on the Street of Regret" |
| 1966 | Misión: Imposible             | Coronel Shtemenko         | Episodio: "The Short Tail Spy"                  |
| 1966 | Death of a Salesman           | Tío Ben                   | Producción de televisión-CBS                    |
| 1967 | The Man from U.N.C.L.E.       | Harry Beldon              | Episodio: "The Summit-Five Affair"              |
| 1968 | Run for Your Life             | Señor Harry Hiller        | Episodio: "A Dangerous Proposal"                |
| 1968 | Bonanza                       | Barney Sturgess           | Episodio: "The Bottle Fighter"                  |
| 1968 | I Spy                         | Indris                    | Episodio: "Shana"                               |